# Drapeaux d'Europe

Les drapeaux des États d'Europe.

Liste des drapeaux des États et dépendances d'Europe et des organisations internationales présentes.

## Organisations internationales

(Non officiel) Drapeau du Benelux
Drapeau de la Commission centrale pour la navigation du Rhin
Drapeau de l'Accord de libre-échange centre-européen
Drapeau de la Communauté des États indépendants
Drapeau de la Communauté des pays de langue portugaise
Drapeau européen (Conseil de l'Europe et Union européenne)
Drapeau de l'Organisation internationale de la francophonie
Drapeau de l'Organisation du traité de l'Atlantique nord
Drapeau du Conseil nordique

## Europe du Nord

Drapeau du Danemark
Drapeau de l'Estonie
Drapeau de la Finlande
Drapeau de l'Irlande
Drapeau de l'Islande
Drapeau de la Lettonie
Drapeau de la Lituanie
Drapeau de la Norvège
Drapeau du Royaume-Uni
Drapeau de la Suède

### Dépendances du Royaume-Uni

Drapeau d'Aurigny
Drapeau d'Akrotiri et Dhekelia (Base militaire souveraine)
Drapeau de Gibraltar (Territoire britannique d'outre-mer)
Drapeau de Guernesey
Drapeau de Herm
Drapeau de l'île de Man
Drapeau de Jersey
Drapeau de Sercq

### Dépendances du Danemark et de la Finlande

Drapeau d'Åland (État associé finlandais)
Drapeau des îles Féroé (Pays constitutif du royaume du Danemark)
Drapeau du Groenland (Pays constitutif du royaume du Danemark)

## Europe de l'Ouest

Drapeau de l'Allemagne Voir aussi : Drapeaux des Länder allemands
Drapeau de l'Autriche Voir aussi : Drapeaux des États autrichiens
Drapeau de la Belgique
Drapeau de la France Voir aussi : Liste des drapeaux des régions et territoires français
Drapeau du Liechtenstein
Drapeau du Luxembourg
Drapeau de Monaco
Drapeau des Pays-Bas
Drapeau de la Suisse

## Europe du Sud

Drapeau de l'Albanie
Drapeau de l'Andorre
Drapeau de la Bosnie-Herzégovine
Drapeau de la Croatie
Drapeau de Chypre
Drapeau de l'Espagne Voir aussi : Drapeaux des Communautés autonomes d'Espagne
Drapeau de la Grèce
Drapeau de l'Italie Voir aussi : Drapeaux des Régions d'Italie
Drapeau de la Macédoine du Nord
Drapeau de Malte
Drapeau du Montenegro
Drapeau du Portugal
Drapeau de Saint-Marin
Drapeau de la Serbie
Drapeau de la Slovénie
Drapeau de la Turquie
Drapeau du Vatican

### États au statut incertain

Drapeau du Kosovo
Drapeau de Chypre du Nord

## Europe de l'Est

Drapeau de l'Arménie
Drapeau de l'Azerbaïdjan
Drapeau de la Biélorussie
Drapeau de la Bulgarie
Drapeau de la République tchèque
Drapeau de la Géorgie
Drapeau de la Hongrie
Drapeau du Kazakhstan
Drapeau de la Moldavie
Drapeau de la Pologne
Drapeau de la Roumanie
Drapeau de la Russie
Drapeau de la Slovaquie
Drapeau de l'Ukraine

### États au statut contesté

Drapeau de l'Abkhazie
Drapeau du Haut-Karabagh
Drapeau de l'Ossétie du Sud
Drapeau de la Transnistrie

## Peuples sans État

Drapeau rom
Drapeau des Samis